# Can Cabellera
Can Cabellera és una propietat rústica de Santa Maria del Camí, situada entre el Camí de Sóller, Son Canals i Can Borralló. Antigament va ser anomenada Son Barceló i té el seu origen en la compra de 10 quarterades de terra d'es Cabàs que va fer l'any 1661 en Joanot Juan de Bunyola i altres persones. El 1702 eren de Miquel Juan Caubet. Una altra part va ser propietat de Miquel Estela. Macià Juan Oliver Cabeiera en va ser propietari a principis del s. XVIII.